# Col de Chésery
Der Col de Chésery ist ein 1995 m ü. M. hoher Saumpass über die Alpen. Auf der Passhöhe verläuft die Grenze zwischen Frankreich und der Schweiz. Der Saumpass verbindet  Avoriaz (1832 m ü. M.) in der Gemeinde Morzine und Montriond in Frankreich mit Champoussin (1597 m) in der Gemeinde Val-d’Illiez und dem Val de Morgins im Kanton Wallis in der Schweiz.
Auf der Schweizer Seite des Passes befindet sich am Lac Vert das Refuge de Chésery.